# Уайт-Ривер (приток Грин-Ривера)
Уайт-Ривер (англ. White River) — река на северо-западе штата Колорадо и северо-востоке штата Юта, США. Левый приток реки Грин-Ривер, которая в свою очередь является притоком реки Колорадо. Длина составляет 314 км; площадь бассейна — около 13 261 км². Средний расход воды — 20 м³/с.
Берёт начало на северо-востоке округа Гарфилд штата Колорадо, на территории национального леса Уайт-Ривер, в виде двух верховий. Верховье Норт-Форк вытекает из озера Трапперс и течёт сперва на северо-запад, а затем на юго-запад. Саут-Форк берёт начало в 10 милях к югу, течёт в юго-западном, а затем в северо-западном направлениях. Обе реки соединяются вблизи города Буфорд, на востоке округа Рио-Бланко, формируя собственно Уайт-Ривер. Высота устья — 1416 м над уровнем моря.
Течёт преимущественно в западном направлении, протекает через город Микер, ниже которого принимает притоки Пайсинс-Крик и Йеллоу-Крик. У города Ранджели принимает приток Дуглас-Крик. Пересекает границу со штатом Юта и течёт через территорию округа Юинта.
На большей части своего течения река является судоходной для малых судов, однако в годы с особенно низким уровнем осадков может быть несудоходной на протяжении нескольких месяцев.